# Rudolph Réti
Rudolph Réti (27 novembre 1885 – 7 febbraio 1957) è stato un compositore, pianista e analista musicale statunitense.
Réti nacque a Užice, in Serbia: studiò teoria musicale, musicologia e piano a Vienna. Venne coinvolto nella fondazione del festival di Salisburgo e dell'International Society for Contemporary Music. Si trasferì successivamente negli Stati Uniti d'America e divenne cittadino americano.
Réti è ricordato principalmente al giorno d'oggi per il suo personale metodo di analisi musicale, che chiamò processo tematico. Questa tecnica consisteva nel prendere brevi motivi melodici e nel seguire le loro ripetizioni e sviluppi in tutto lo spartito. Il ritmo veniva completamente ignorato.